# Abyssotrophon ivanovi
Abyssotrophon ivanovi is een slakkensoort uit de familie van de Muricidae. De wetenschappelijke naam van de soort is voor het eerst geldig gepubliceerd in 1993 door Egorov.